# Kyselina pikrová
Kyselina pikrová (2,4,6-trinitrofenol, angl. zkratka TNP) je žlutá krystalická látka. Je málo rozpustná ve vodě a má silně hořkou chuť. Připravuje se ve dvou krocích:
1. sulfonací fenolu nebo fenol-2,4-disulfokyseliny
2. a potom teprve nitrací bezvodou kyselinou dusičnou.

Sama o sobě je bezpečná, exploduje pouze prudkým přehřátím na vysokou teplotu nebo iniciací rozbuškou. Její soli pikráty jsou však citlivými výbušninami, stejně jako ztuhlá tavenina (ekrazit). Od konce 19. století ji Francouzi používali jako výbušninu pod názvem melinite, Britové jako lyddite a Japonci jako šimose. Vzácně se používá v histologii k barvení svalů na žluto nebo může být přímo součástí fixační látky.
Při katastrofálním Halifaxském výbuchu detonovalo mimo jiné 2300 tun této látky.

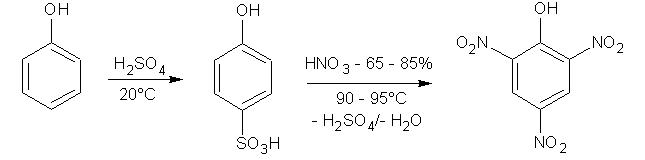
Nitrace fenolu